# Фросте, Николя Себастьян
Николя Себастьян (Никола Себастьен) Фросте (Себастьян Фрост; фр. Nicolas Sébastien Frosté; 21 августа 1790, Париж — 1856, Одесса, Херсонская губерния) — французский художник, живший и работавший в Одессе — одном из крупнейших городов Российской империи.

## Биография
Родился в 1790 году в Париже. Как художник, сформировался в наполеоновскую эпоху. В 1812 году впервые привлёк к себе внимание публики, выполнив портрет сына наполеоновского генерала Вандама (спустя год, в сражении под Кульмом, Вандам, французский главнокомандующий в этом сражении, попал в русский плен).
После Реставрации Бурбонов, в эпоху масштабного консервативного поворота во французской общественной жизни, Фросте переключился на благочестивые сюжеты («Добрый Самаритянин», «Кончина Первомученика Стефана (Этьена)»). Вторую из этих картин на Парижском салоне 1822 года особо отметил Адольф Тьер в своём обзорном очерке, посвящённом экспозиции Салона («Мы видим прекрасную фигуру святого Стефана работы Фросте…» и проч.)
С начала 1830-х годов работал в Одессе, куда прибыл ок. 1631—1632 года. Здесь создал, в частности, парадные портреты генералиссимуса Суворова (хранится в Государственном Эрмитаже) и Петра Великого (хранится в собрании Тамбовского краведческого музея, также существует гравюра с этого портрета, исполненная Ролле). В Псковском объединённом музее-заповеднике хранится «портрет молодого офицера», выполненный Фросте.
Скончался в 1856 году в Одессе.

## Галерея

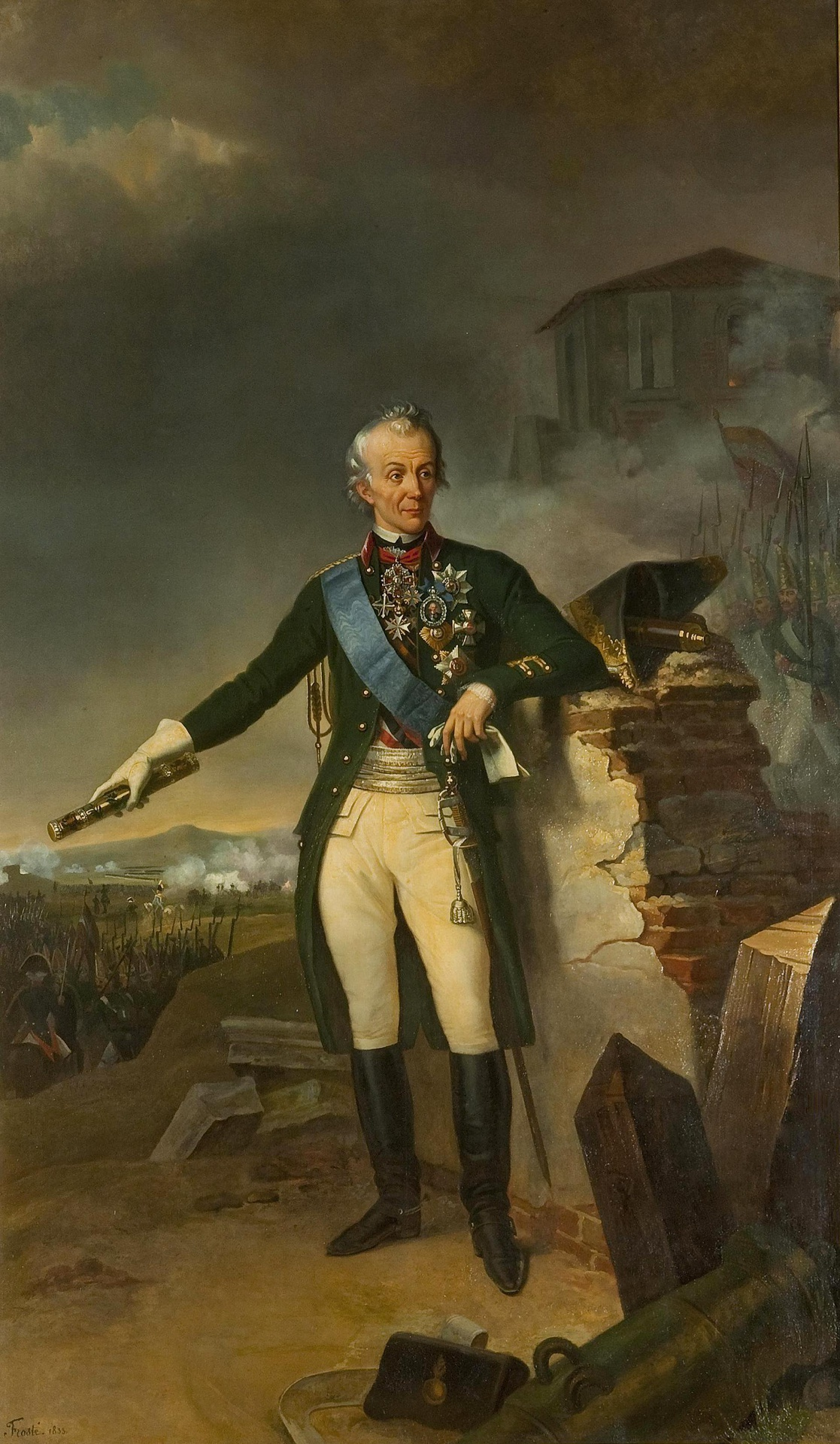
Портрет генералиссимуса Суворова, Государственный Эрмитаж
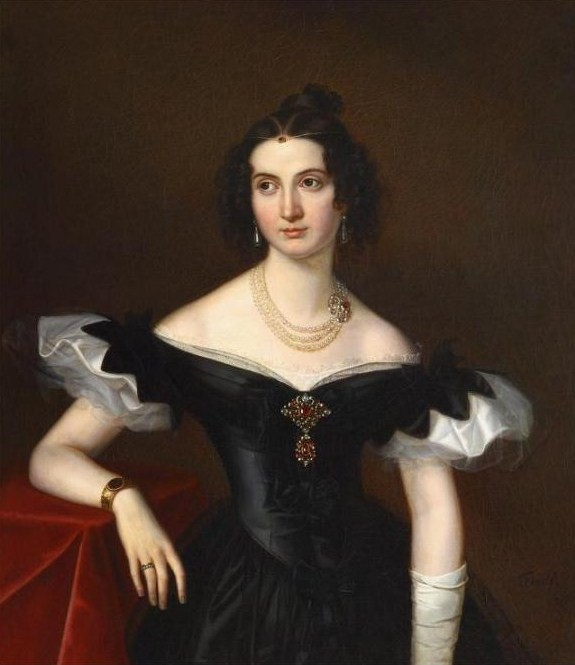
Портрет графини Ольги Потоцкой, в браке Нарышкиной[4]. Алупкинский дворец
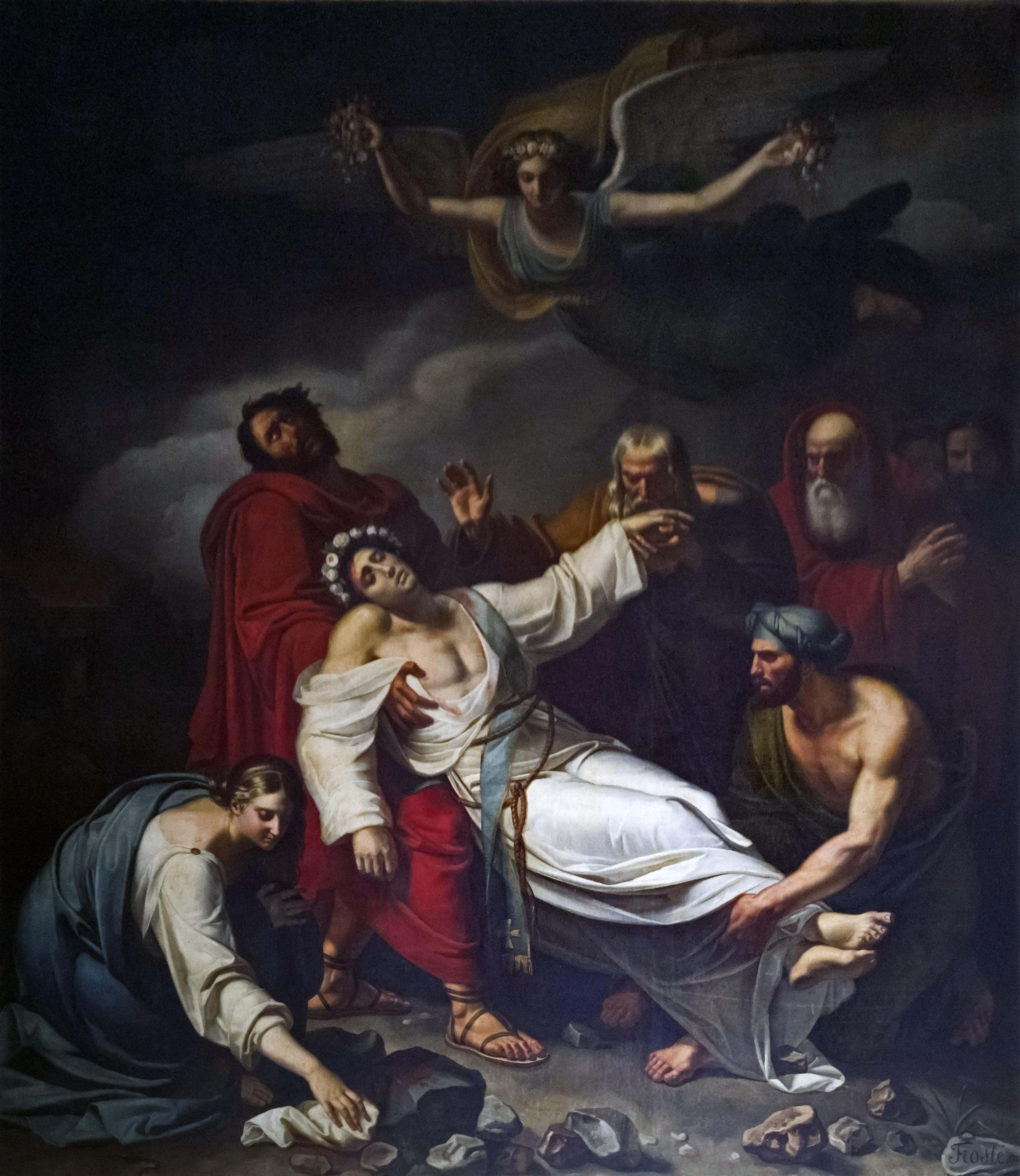
Кончина Первомученика Стефана (Этьена). Кафедральный собор Тулузы